# Ranza Clark
Ranza Clark, född 13 december 1961, är en friidrottare från Kanada. Hon deltog vid olympiska sommarspelen 1984.